# Mark Sopi
Mark Sopi (* 26. Februar 1938 in Binač bei Vitina, Königreich Jugoslawien; † 11. Januar 2006 in Priština, Bundesrepublik Jugoslawien) war ein römisch-katholischer Bischof und Apostolischer Administrator von Prizren im Kosovo.

## Leben
Sopi empfing am 29. Juni 1968 die Priesterweihe und war als Seelsorger in Prizren tätig. 1996 wurde er zum Apostolischen Administrator von Skopje-Prizren in Mazedonien und Titularbischof von Celerina ernannt. Die Bischofsweihe spendete ihm Papst Johannes Paul II. selbst; Mitkonsekratoren waren der Offizial im Staatssekretariat und spätere Kurienkardinal Giovanni Battista Re und der Sekretär der Kongregation für die Bischöfe und spätere Kurienkardinal Jorge María Mejía.
In seine Amtszeit fiel 2000 die Abtrennung der Apostolischen Administratur Prizren, welche den Kosovo umfasst. Er unterhielt enge Kontakte mit dem Limburger Bischof Franz Kamphaus und dem Wiener Kardinal Christoph Schönborn sowie zu dem Politiker Ibrahim Rugova.
Bischof Sopi starb an den Folgen eines Herzinfarktes und wurde am 14. Januar 2006 in seinem Geburtsort in Binça, in der Gemeinde von Vitina, beerdigt.